# Pöschl Tabak
Pöschl Tabak es el mayor productor mundial de tabaco y un fabricante líder e independiente de la tabaco de pipa y cigarros. A nivel mundial, la cuota de mercado de tabaco un 50 por ciento y en Alemania un 95 por ciento.
La empresa Baja Baviera, con sede en Geisenhausen en Landshut emplea a unas 750 personas en todo el mundo (incluyendo más de 380 en Alemania) y sigue siendo propiedad de la Pöschl familias y Engels. La compañía generó en 2011 una cifra de negocio de alrededor de € 387 millones, con 14 subsidiarias y compañías afiliadas, y exporta a más de 100 países.

## Historia
Fue fundada "Alois fábricas de tabaco Poschl" en Landshut en Nochebuena 1902a de los representantes de tabaco Alois Pöschl, quien fue a la edad de 29 años, trabajadores por cuenta propia
El sitio Landshut fue elegido debido a la Isar los molinos de tabaco se podría utilizar en el medio de la Baja Baviera, una salida muy importante para el tabaco.
- 1949 Inicio de la producción de tabaco (cigarrillos, tabaco de pipa y tabaco)
- 1971 introducción de las más grandes Gletscherprise tabaco del mundo actual de la marca
- 1994 Introducción del corte fino Red Bull familia
- En 1995, la compañía construyó en Geisenhausen de unos 50.000 metros cuadrados de terreno, una nueva producción y la administración de las instalaciones
- 2006 introducción de corte fino PUEBLO - 100% tabaco sin aditivos (líder mittelerweile del mercado europeo en el segmento sin aditivos)
- 2008 comenzará a fabricar sus propios cigarrillos
- 2011-venta más grandes, con más de 6.000.000 kg en el año 110- Consultado el 20 de marzo de 2012

## Gestión de la Calidad
Pöschl comenzó en 1995 como el tabaco y el primer y único fabricante de tabaco con la producción de acuerdo a estrictas normas de calidad y de vanguardia de gestión ambiental y estaba de acuerdo con la norma DIN ISO/9001  certificado. Por otra parte, el primer Pöschl tabaco Tabak y el fabricante de tabaco en el mundo ha sido certificada con éxito de acuerdo con el International Food Standard' (IFS) y tiene de inmediato con el "nivel más alto" alcanzado el mejor nivel posible de certificación.

## Productos
Los productos más importantes de la empresa son:
- Tabaco: Pueblo, Alpina Tabaco, Tabaco Andechs Special, una pizca Baviera, precioso fruto Tabaco, Tabaco Gawith albaricoque o Gawith Cola Tabaco (bajo licencia de Gawith Hoggarth Ltd.) Gletscherprise Tabaco, Gletscherprise extra suerte de pellizcar, apretar aniversario, una pizca de tabaco león , Mac Craig Royal Tabaco, Tabaco Mix, Ozona Tabaco, Cherry Ozona, Ozona frambuesa, Tabaco Packard Club, Radford premium Tabaco, Red Bull Tabaco, Tabaco Spearmint
- El tabaco sin tabaco: Ozona Snuffy blanco y Schneeberg
- Schmalzler tradicional bávaro: Brasil A, D doble sabor, Tropical y Perlesreuter
- Tubo de tabaco: Exclusivo, Brookfield, Pueblo, Golden Blend, Krüll Hansa, de Radford Radford y Thomas
- Cigarrillos: Pueblo
- Cigarrillo tabaco. Bounty, Brookfield, Holanda tipo, J. Brumfit y Radford, Manilla, Pontiac, Pueblo, Red Bull, The Turner https://web.archive.org/web/20160316184345/http://www.poeschl-tobacco.com/produkte.html[3]